# Alexander Conze
Alexander Christian Leopold Conze (Hannover, 1831 – Berlino, 1914) è stato un archeologo tedesco.

## Biografia

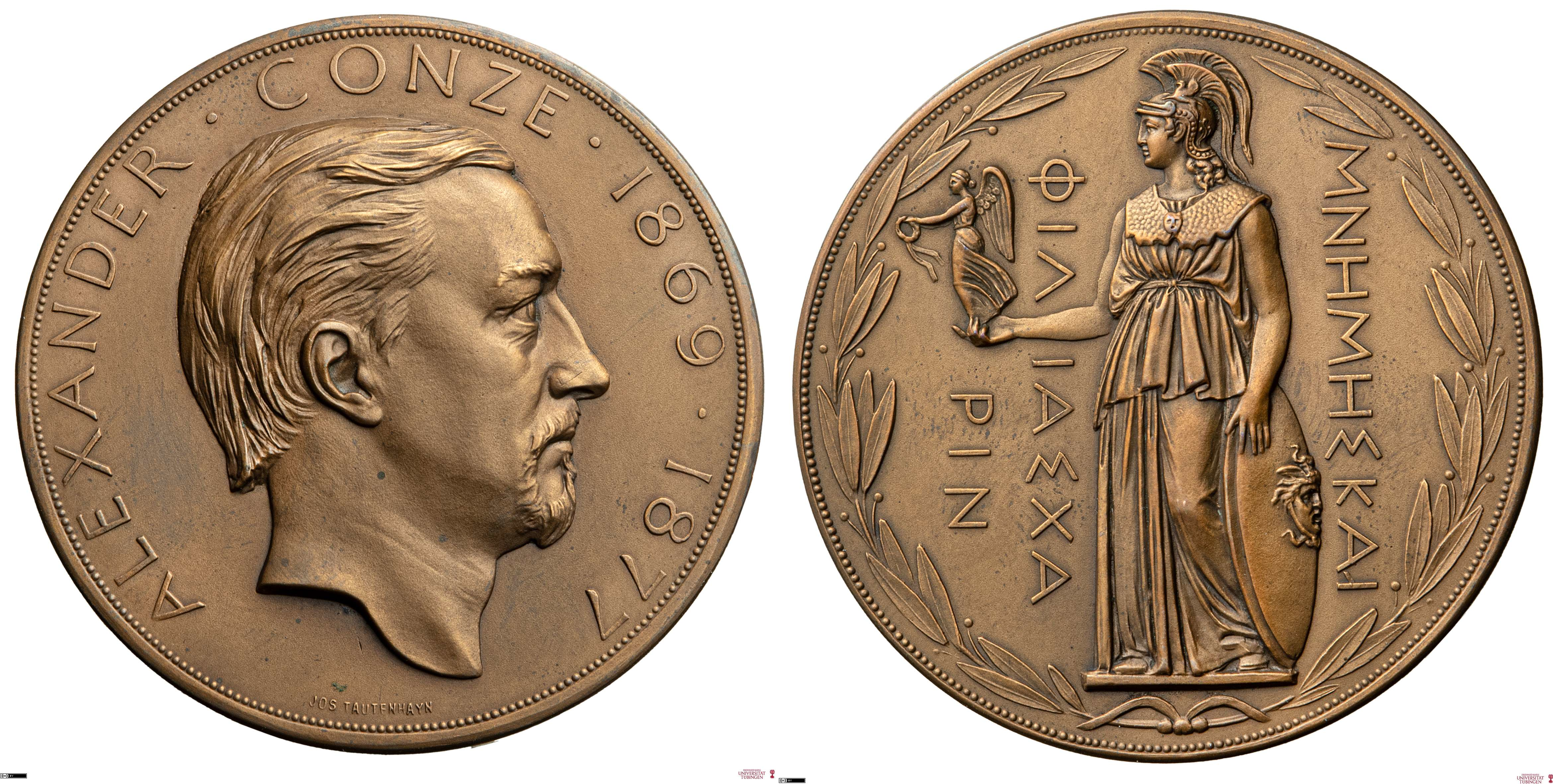
Medaglia commemorativa di Alexander Conze (1877)

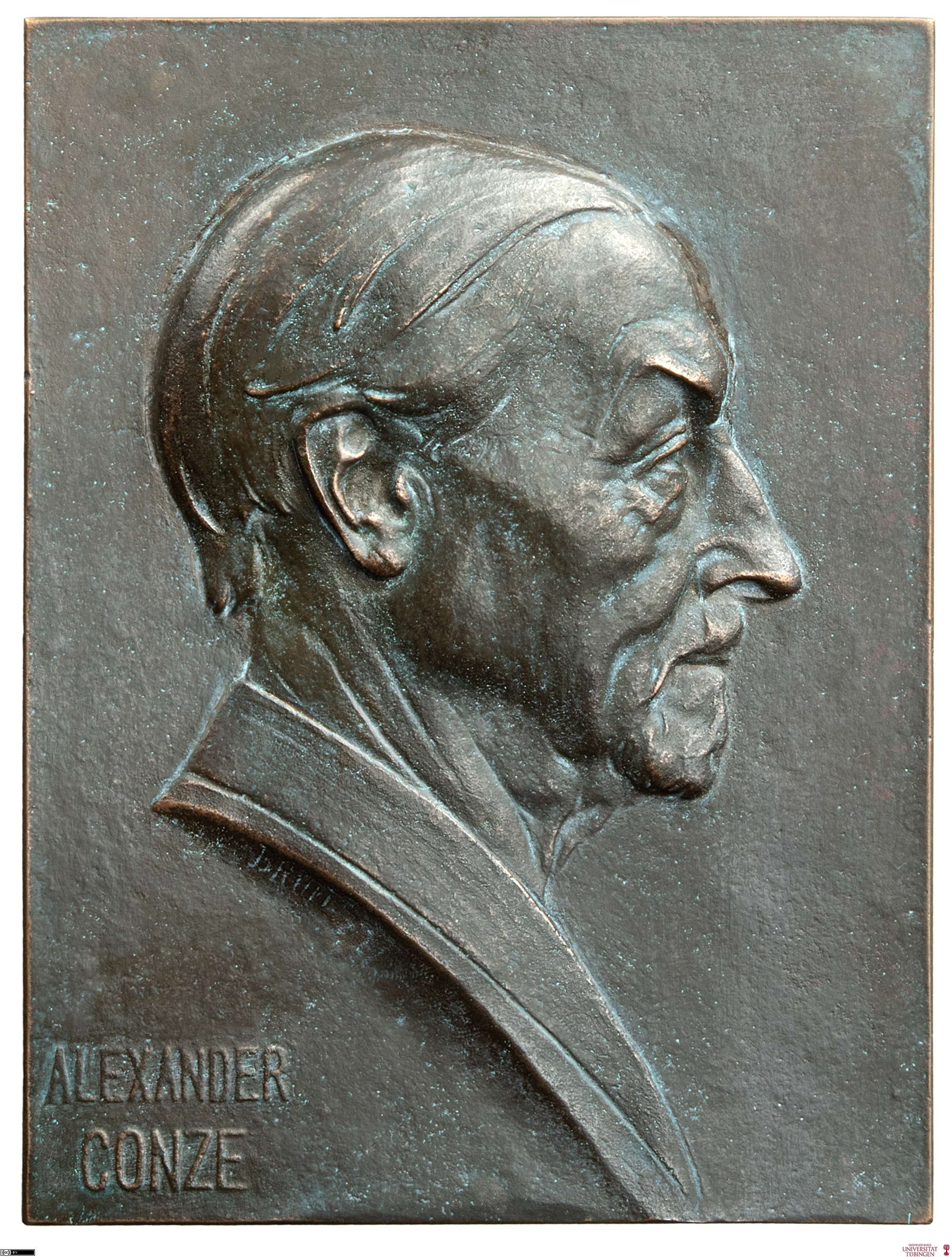
Placca commemorativa di Alexander Conze (1905)

Docente all'università di Halle dal 1863 e all'università di Vienna dal 1869, dal 1877 diresse l'Istituto archeologico germanico-
Nel 1878 scoprì con Carl Humann l'altare di Pergamo.
Gli furono dedicate una medaglia nel 1877, quando Conze lasciò l'università di Vienna, ed una placca nel 1905, quando andò in pensione, abbandonando il ruolo di segretario dell'Istituto archeologico germanico.